# Raíces
Raíces est un village de l'État de Mexico, au Mexique. Avec ses 3 531 mètres d'altitude, il est le plus haut village du pays.